# Raúl Cárdenas
Pour les articles homonymes, voir Cárdenas.
Raúl Cárdenas de la Vega, né le 30 octobre 1928 à Mexico et mort le 25 mars 2016 à Cuernavaca (État de Morelos), est un footballeur international mexicain devenu entraîneur.

## Biographie
En tant que joueur, il a participé à trois coupes du monde avec l'équipe du Mexique, en 1954, 1958 et 1962.
Par la suite, il fut l'entraîneur de la sélection mexicaine qui a atteint sur son sol les quarts de finale de la coupe du monde 1970.
Il a également entraîné Cruz Azul et Club América remportant respectivement quatre et un titres de champion du Mexique.